# Krzysztof Edward Haman
Krzysztof Edward Haman (sinh ngày 9 tháng 1 năm 1934 tại Warszawa) là một nhà vật lý khí quyển người Ba Lan. Ông là giáo sư, giảng viên tại Đại học Warszawa, đồng thời  thành viên của Viện Hàn lâm Khoa học Ba Lan.

### Năm Vật lý Địa cầu Quốc tế
Năm Vật lý Địa cầu Quốc tế 1957-58, được coi là sự kiện khoa học quốc tế lớn nhất sau Chiến tranh thế giới thứ hai, nhằm mục đích thu thập các quan sát to lớn để phục vụ cho việc tổng hợp kiến thức về Trái Đất, đặc biệt là về khí quyển và khí hậu của nó. Krzysztof Haman đã tham gia vào một cuộc thám hiểm khoa học đến Việt Nam, là một phần của dự án này. Nhóm nghiên cứu được lãnh đạo bởi Giáo sư Roman Teisseyre (1929-2022).
Trạm Khí quyển Việt Nam-Polska tại Cha-Pa nằm ở vĩ độ 22°21'N, kinh độ 103°50'E và độ cao 1578 mét trên mực nước biển, trong một thung lũng bao quanh bởi núi. Nhiệm vụ chính của trạm là thực hiện các cuộc thám hiểm bằng radiosonde. Các quan sát đều đạt độ cao lên đến 12 km. Trạm được trang bị thiết bị radiosonde Vaisala từ Helsinki. Nhân viên bao gồm các nhà khoa học và các quan sát viên Ba Lan và Việt Nam.
Được thành lập bởi các nhà khoa học Ba Lan trong khuôn khổ Năm Quốc tế Vật lý Địa cầu 1957-58, Trạm Vật lý Cha Pa đã trở thành một nguyên tố kích thích cho sự phát triển của ngành vật lý Địa cầu tại Việt Nam, đồng thời đặt nền móng cho mối quan hệ hợp tác lâu dài giữa Ba Lan và Việt Nam, mối quan hệ này đã được duy trì ngay cả sau khi nhiệm vụ ban đầu kết thúc. Dựa trên kết quả tích cực của Năm Quốc tế Vật lý Địa cầu 1957-58, quyết định đã được đưa ra để kéo dài chương trình nghiên cứu cho mùa nghiên cứu bổ sung 1958-59.
Các dữ liệu được thu thập trong chuyến thám hiểm đã được Haman sử dụng để hoàn thiện luận án tiến sĩ của mình (1962), tập trung vào hiện tượng không thông thường trong khí quyển mà anh đã quan sát. Luận án này được anh xem là tác phẩm xuất sắc nhất trong nhiều tác phẩm của mình.